# كلير رويز
كلير رويز هي عارضة وممثلة فلبينية، ولدت في 28 نوفمبر 1997.

## وصلات خارجية
- كلير رويز على موقع IMDb (الإنجليزية)